# Erigone tanana
Erigone tanana – gatunek pająka z rodziny osnuwikowatych.

## Opis
Gatunek opisany na podstawie okazu samicy. Karapaks gładki i błyszczący, ciemnobrązowy ze śniadym wzorem w kształcie krzyża. Szczękoczułki brązowe z jaśniejszymi końcami, wyposażone w trzy ząbki na zewnętrznej krawędzi i dwa na wewnętrznej. Sternum duże, niemal tak szerokie jak długie, ciemnobrązowe. Labium barwy sternum. Odnóża i nogogłaszczki pomarańczowo-brązowe. Stopy jaśniejsze. Długość odnóży umiarkowanie krótka. Odwłok szeroki, nieco przypłaszczony, ciemnoszary z czterema rudo-brązowymi plamkami. Głowa wąska, lekko wyniesiona. Oczy małe. Przedni rząd oczu nieco wykrzywiony, tylny wykrzywiony bardziej.

## Występowanie
Gatunek ten jest endemitem Alaski (Stany Zjednoczone).